# Machelons
Les Machelons ou Machelones étaient des populations du Pont oriental et de la Colchide, localisées au sud de Phasis (au Sud-Ouest de l'actuelle Géorgie, au sud de fleuve Rioni). Pline l'Ancien, les place entre Ophis (dans l'actuelle Turquie) et la rivière Pruthanis, et les sources du Ve siècle « à l'est de Trébizonde ».
Les Machelons ont pu être soit étroitement liés aux Macrons voisins, soit un simple synonyme des Macrons, et leur nom, peut-être dérivé du grec ancien : μαχηλώνοι Makhelonoi, « combattants », est souvent associé à celui de Hénioques, du grec ancien : Ἡνίοχοι Heníochoi, « cochers, écuyers », ce qui suggère qu'ils combattaient sur des chars. Flavius Arrien nous apprend qu'au IIe siècle ils avaient leur propre alliance politique, un « royaume », dont le roi en l'an 131, était nommé Anchialos.
L'empereur Trajan aurait récompensé le royaume des Machelons et des Hénioques, à Satala, pour sa fidèle alliance avec Rome. De son côté, Shapur Ier, le roi des rois de l'Empire perse sassanide (240-272), fait graver des écrits où sont cités les Machelons, sur la tour Ka'ba-ye Zartosht.

## Sources
- Robert W. Edwards, (en) « The Vale of Kola: A Final Preliminary Report on the Marchlands of Northeast Turkey », in Dumbarton Oaks Papers, Vol. 42, 1988, pp. 129-131.
- D. Rayfield, (en) Edge of Empires: A History of Georgia, Chap. 1 : « The Emergence of the Kartvelians » 2020, p. 20.